# Лужність ґрунтів
Лужність ґрунтів. Розрізняють актуальну і потенційну лужність ґрунтів. Актуальна лужність - це лужність ґрунтового розчину, що виникає під впливом гідролітично лужних солей, наприклад соди або бікарбонату кальцію. Потенційна лужність виявляється у ґрунтів, що містять в ґрунтовому поглинаючому комплексі натрій. Вона характерна для солонцюватих і засолених ґрунтів і визначається реакцією з утворенням соди. Боротьба з лужністю проводиться гіпсування ґрунтів. Сірчанокислий натрій водорозчинний, легко вимивається. Введення в ґрунтовий комплекс Са2+ покращує властивості ґрунтів. Для зниження лужності солонців застосовують суперфосфат, сульфат амонію, гній.
Буферність ґрунтів - це властивість ґрунту підтримувати постійну реакцію ґрунтового розчину. Буферність залежить від хімічного складу і ємності поглинання ґрунту, складу поглинених катіонів і властивостей ґрунтового розчину. Якщо в ґрунт влити трохи соляної кислоти, то можна очікувати підкислення ґрунтового розчину, проте цього не відбудеться, тому що відбудеться обмінна реакція з утворенням нейтральних солей. Якщо додати луг, наприклад соду, то і вона також буде нейтралізована. Буферна здатність ґрунтів буде тим вищою, чим більша їх ємність поглинання. На буферні властивості ґрунтів має великий позитивний вплив бікарбонат кальцію. Буферність - явище, яке забезпечує більш-менш постійну концентрацію водневих і гідроксильних йонів в ґрунті, що дає можливість рослинам пристосуватися до умов середовища.
При визначенні лісорослинних властивостей найбільше значення має ґрунтовий поглинаючий комплекс, сума поглинених основ, реакція середовища, склад катіонів та аніонів, ступінь насиченості ґрунтів основами. Певні деревні породи пред'являють свої індивідуальні вимоги до ґрунтових умов. Хороше зростання сосни, наприклад, спостерігається при ємності поглинання 7-12 мг-екв, або 15-18 мг-екв, дуба 16-25 мг-екв на 100 г ґрунту при рН 5,5-6,5. Сприятливі умови для зростання лісу складаються при насиченості ґрунтів основами на 50-80% та вмісті рухливих легкорозчинних сполук калію і фосфору понад 5 мг на кожні 100 г ґрунту. На сильнокислих і лужних ґрунтах зростання більшості деревних порід пригнічене. У цих випадках здійснюють хімічну меліорацію ґрунтів, тобто вапнування або гіпсування. Посилення росту рослин призводить до розвитку біологічної поглинальної здатності ґрунтів і збагаченню їх необхідними для рослин елементами живлення.